# Elizabeth Wolstenholme Elmy
Elizabeth Clarke Wolstenholme-Elmy (Lancashire, 1833 - Chorlton-on-Medlock, 12 de marzo de 1918) fue una ensayista, poeta, activista y sufragista británica que luchó por el derecho de las mujeres a la educación, a tener propiedades y el derecho al voto. Fue pionera en la lucha sufragista en el Reino Unido. Escribió ensayos y algo de poesía, utilizando los seudónimos E e Ignota. 
La también histórica sufragista Sylvia Pankhurst reconoció el papel que jugó Elizabeth como pionera fundadora del movimiento sufragista. Estuvo vinculada a diversas organizaciones entre ellas la WSPU Unión Social y Política de las Mujeres el movimiento de suffragettes.

## Biografía
Elizabeth Wolstenholme era hija de Joseph Wolstenholme, ministro metodista de Eccles, localidad del condado de Gran Mánchester en cuyos pueblos y ciudades pasó gran parte de su vida. Según informes, fue bautizada el 15 de diciembre de 1833 en Eccles. 
El reverendo Wolstenholme tenía una concenpción tradicional sobre la escolarización de las niñas, por ello mientras su hermano mayor también llamado Joseph Wolstenholme (1829–1891), recibió una costosa educación privada que le permitió llegar a ser profesor de matemáticas en la Universidad de Cambridge, Elizabeth apenas pudo estudiar dos años en la escuela Fulneck. Su padre murió cuando ella tenía 14 años y su madre había muerto poco después de que ella naciera. Los tutores de Elizabeth recharon el permiso para que pudiera estudiar en el recién inaugurado Bedford College, el primer establecimiento dedicado a la educación superior de las mujeres en Reino Unido, fundado en 1849. Por ello decidió educarse en casa hasta que obtuvo su herencia a los diecinueve años. En 1853, Elizabeth creó su propio internado para niñas en Boothstown, cerca de Worsley. Permaneció allí hasta mayo de 1867, cuando trasladó su establecimiento a Congleton, Cheshire.

### Activismo por el derecho a la educación

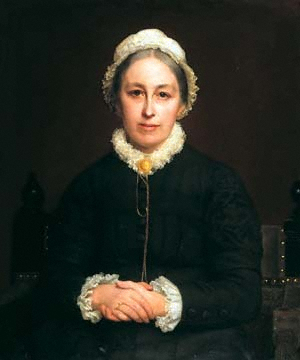
Emily Davies sufragista, directora del Girton College

Wolstenholme, preocupada por el lamentable nivel de la educación primaria para las niñas, se unió al College of Preceptors en 1862 y, a través de esta organización, conoció a Emily Davies. Juntas hicieron campaña para que las niñas tuvieran el mismo acceso a la educación superior que los niños. En 1865 fue cofundadora de la Asociación de Maestras de Escuela de Mánchester y en 1866 compareció ante la Comisión Taunton, encargada de reestructurar las escuelas primarias, siendo una de las primeras mujeres en prestar testimonio en una comisión de investigación parlamentaria.
Dos años más tarde, en 1867 Wolstenholme y Josephine Butler ayudaron a crear el Consejo del Norte de Inglaterra para la Promoción de la Educación Superior de la Mujer en la que Elizabeth era representante de Mánchester. La organización ofrecía lecturas y exámaenes a las mujeres que quería convertirse en maestras de escuela. Para Elizabeth mejorar la educación de las mujeres era una prioridad
Davies y Wolstenholme estaban en desacuerdo sobre la forma en la que las mujeres deberían ser examinadas en un Nivel Superior ya que Wolstenholme, que había formado la rama de Manchester de la Sociedad para la Promoción del Empleo de las Mujeres en 1865, estaba interesada en un plan de estudios destinado a desarrollar habilidades para el empleo, mientras que Davies deseaba que a las mujeres se les enseñara el mismo plan de estudios que a los hombres. En 1869 Butler pidió a Wlizaabeth que contribuyera con un artículo sobre educación a su libro Women's Work and Women's Culture en el que explicó sus planes para un sistema de escuelas secundarias para niñas y criticaba a los padres de clase media por su falta de interés por la educación de sus hijas.

### Comité de Mánchester para el derecho al voto de la mujer
Elizabeth y Josephine Butler formaron la Asociación Nacional de Damas para la Derogación de Enfermedades Contagiosas en respuesta a la Ley de Enfermedades Contagiosas que el Parlamento había aprobado en 1864 como forma de control estatal de la prostitución.
Wolstenholme fundó el Comité de Manchester para el derecho al voto de la mujer en 1865 y comenzó 50 años de vigorosa campaña a favor del sufragio femenino: el derecho al voto. Abandonó su escuela en 1871 y se convirtió en la primera empleada remunerada del movimiento de mujeres cuando fue contratada para hacer lobby y reclamar al Parlamento la modificación de leyes perjudiciales para las mujeres. [7] Apodada ' el azote de los comunes ' o el ' perro guardián del gobierno ', Wolstenholme se tomó su papel muy en serio. Cuando los grupos locales de mujeres sufragistas flaquearon tras la decepción de los proyectos de ley de sufragio fallidos, Wolstenholme fue fundamental para mantener el impulso del comité de su ciudad con una reagrupación en 1867 bajo el nombre de Sociedad de Manchester para el Sufragio de Mujeres . 
En 1877, la campaña por el sufragio femenino se centralizó como la Sociedad Nacional para el Sufragio Femenino . Wolstenholme fue miembro fundador (con Harriet McIlquham y Alice Cliff Scatcherd ) de la Women's Franchise League en 1889. [8] [9] Wolstenholme dejó la organización y fundó la Women's Emancipation Union en 1891. [10]

### Women's Emancipation Union 1891–1899
Wolstenholme fundó la UEO en septiembre de 1891 tras un infame caso judicial. Regina v Jackson, conocido coloquialmente como el Juicio Clitheroe, ocurrió cuando Edmund Jackson secuestró a su esposa en un intento por hacer valer sus derechos conyugales, mucho antes de que existiera el concepto de violación conyugal . El tribunal de apelación liberó a la Sra. Jackson bajo Habeas corpus .
Elizabeth Wolstenholme reconoció la importancia de esta sentencia en relación con la coverture, el principio jurídico que establece el sometimiento de la esposa al marido.  Financió la UEO mediante suscripciones y encontrando una benefactora, la Sra. Russell Carpenter. La UEO hizo campaña por cuatro derechos clave en la igualdad entre mujeres y hombres: derechos y deberes cívicos, educación y desarrollo personal, en el lugar de trabajo y en el matrimonio y la paternidad. Fue pionera en colaboraciones entre clases, alentando la resistencia de las mujeres a la autoridad mientras su derecho al voto seguía sin ser reconocido. También abogó por hacer del sufragio femenino un test en la selección de posibles candidatos parlamentarios .
El comité de la UEO celebró una conferencia anual y más de 150 reuniones públicas entre 1892 y 1896. Hubo diez organizadoras locales en ciudades desde Glasgow hasta Bristol, y más de 7000 suscripciones internacionales. En 1893 se estableció un subcomité parlamentario de corta duración. Los miembros ejecutivos incluyeron a Mona Caird, Harriot Stanton Blatch, Caroline Holyoake Smith y Charles W. Bream Pearce (esposo de Isabella Bream Pearce ). Los miembros incluyen a Lady Florence Dixie, Charlotte Carmichael Stopes y George Jacob Holyoake . Isabella Ford trabajó en nombre de la UEO en mítines al aire libre en el East End de Londres en 1895.
Entre los artículos escritos están: The Factory work of Women in the Midlands de Amy Hurlston y The Bitter Cry of the Voteless Toiler de William Henry Wilkins, ambos en 1893, y Women and Factory Legislation de Isabella Bream Pearce en 1896. 
Siguiendo la Ley de Gobierno Local de 1894, la UEO trabajó para alentar a las mujeres que tenían reconocidos derechos por esta ley (en su mayoría propietarias) a presentarse a las elecciones en los órganos de la administración local, o al menos a votar. Más de 100 de los organizadoras de la UEO fueron elegidas como Board of guardians o Concejales Parroquiales . 
Tras la muerte de su benefactor y la reducción a la mitad de sus suscripciones en la depresión que siguió a la pérdida de la Ley de sufragio femenino de 1897, la UEO se retiró. La reunión final se llevó a cabo en 1899, cuando los oradores incluyeron a Harriot Stanton Blatch y Charlotte Perkins Gilman .

### WSPU
Wolstenholme, amiga y colega de Emmeline Pankhurst, fue invitada a participar en el comité ejecutivo de la Unión Social y Política de las Mujeres . [14] La UEO está empezando a ser reconocida como precursora de las combativas suffragettes 'militantes' de la WSPU.

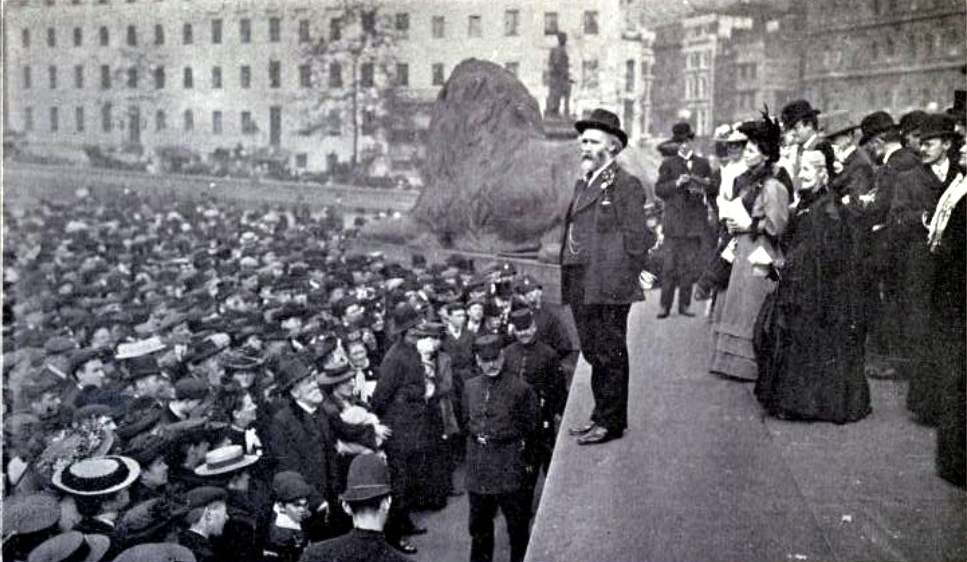
Wolstenholme detrás de Keir Hardie en Trafalgar Square el 19 de mayo de 1906

Wolstenholme estaba en el escenario cuando Keir Hardie y Pankhurst hablaron ante una gran multitud en Trafalgar Square, y también escribió un relato como testigo presencial de la reunión de Boggart Hole Clough de 1906 y el conocido como Women's Sunday el 21 de junio de 1908, donde fue honrada con su propio stand. 

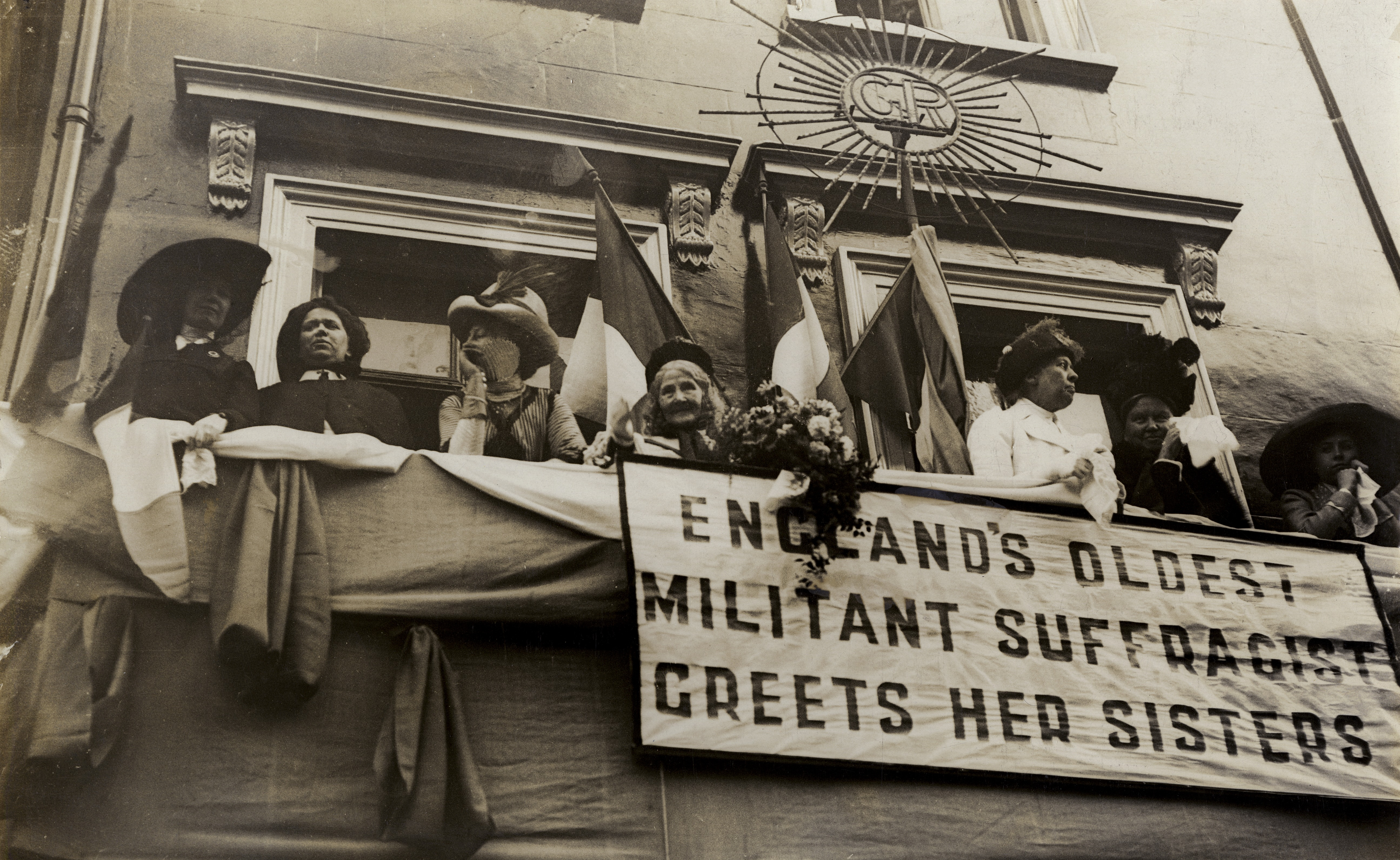
Wolstenholme (centro) observa la procesión de coronación de mujeres desde un balcón, 1911

En la Women's Coronation Procession de 1911 que ella siguió desde un balcón fue mencionada como la militante sufragista 'más antigua de Inglaterra'.  Wolstenholme renunció a la WSPU en 1913 cuando sus actividades violentas amenazaron la vida humana. 

### Otras actividades
Se convirtió en vicepresidenta de la Liga de Resistencia Fiscal de Mujeres en el mismo año. También brindó su apoyo al Lancashire and Cheshire Textile y el Workers' Representation Committee, formado en Manchester en1903 y encabezado por Esther Roper . [15]

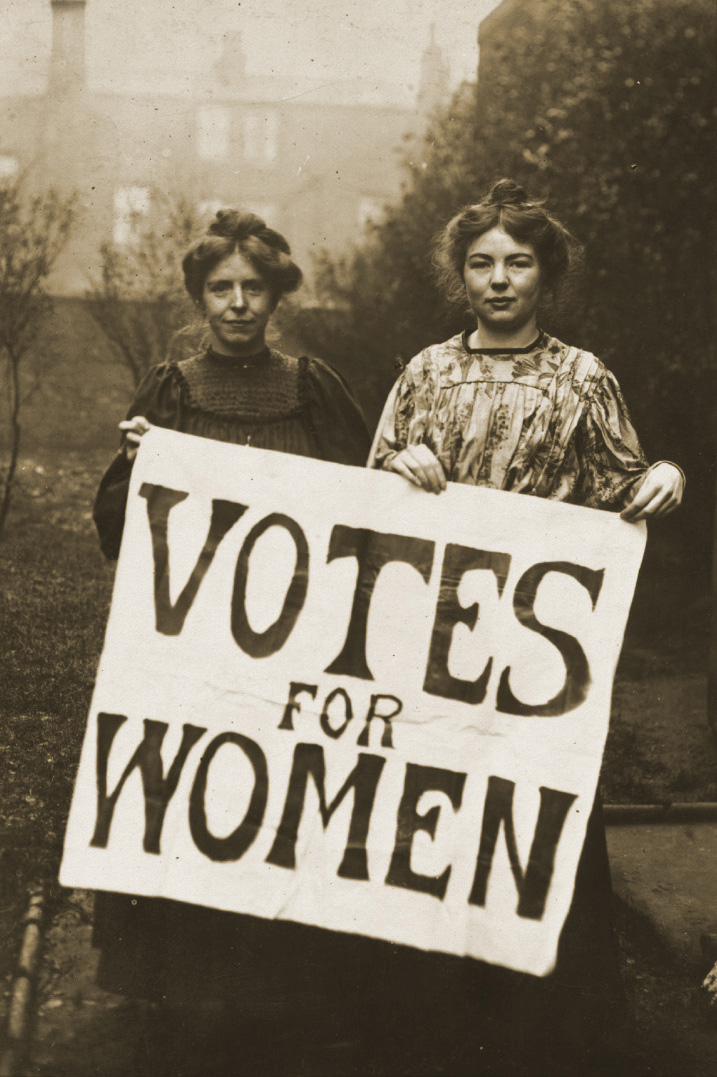
Activistas de la WSPU

Wolstenholme no era un activista de un solo tema y quería la paridad entre los sexos. Se convirtió en secretaria del Comité de Bienes de Mujeres Casadas desde 1867 hasta su éxito con la introducción de la Ley de Bienes de Mujeres Casadas de 1882 . [16] En 1869, invitó a Josephine Butler a ser presidenta de la Asociación Nacional de Damas para la Derogación de las Leyes de Enfermedades Contagiosas, una campaña que tuvo éxito en 1886. En 1883, Wolstenholme trabajó para el Comité de Tutela de Menores que se convirtió en ley en 1886 (ver Ley de Custodia de Infantes de 1873 ). 

## Vida personal
Wolstenholme conoció al propietario de una fábrica de seda, secularista, republicano (es decir, antimonárquico) y defensor de los derechos de la mujer, Benjamin John Elmy (1838-1906), cuando se mudó a Congleton . Se convirtió en su alma gemela y pareja de hecho. Elmy nació en Hollingsworth de Benjamin, un oficial de Hacienda, y Jane ( née Ellis) Elmy. Trabajando como maestro cuando tenía poco más de 20 años, Elmy perdió la fe y se convirtió en gerente de una fábrica en el comercio textil de Lancashire. Fue este trabajo el que le dio una idea de las dificultades económicas que acosan a las mujeres trabajadoras
En 1867, Wolstenholme y Elmy establecieron una Sociedad de Educación para Damas que estaba abierta a los hombres. Se volvieron activas en el movimiento de mujeres, uniéndose a los comités de Wolstenholme. La pareja comenzó a vivir junta a principios de la década de 1870, siguiendo el movimiento del amor libre y horrorizando a sus devotos colegas cristianos. Cuando Wolstenholme quedó embarazada en 1874, sus colegas se indignaron y exigieron que se casaran, en contra de sus creencias personales. A pesar de que la pareja se sometió a una ceremonia de registro de matrimonio civil en 1874, ella se vio obligada a dejar su trabajo en Londres. 

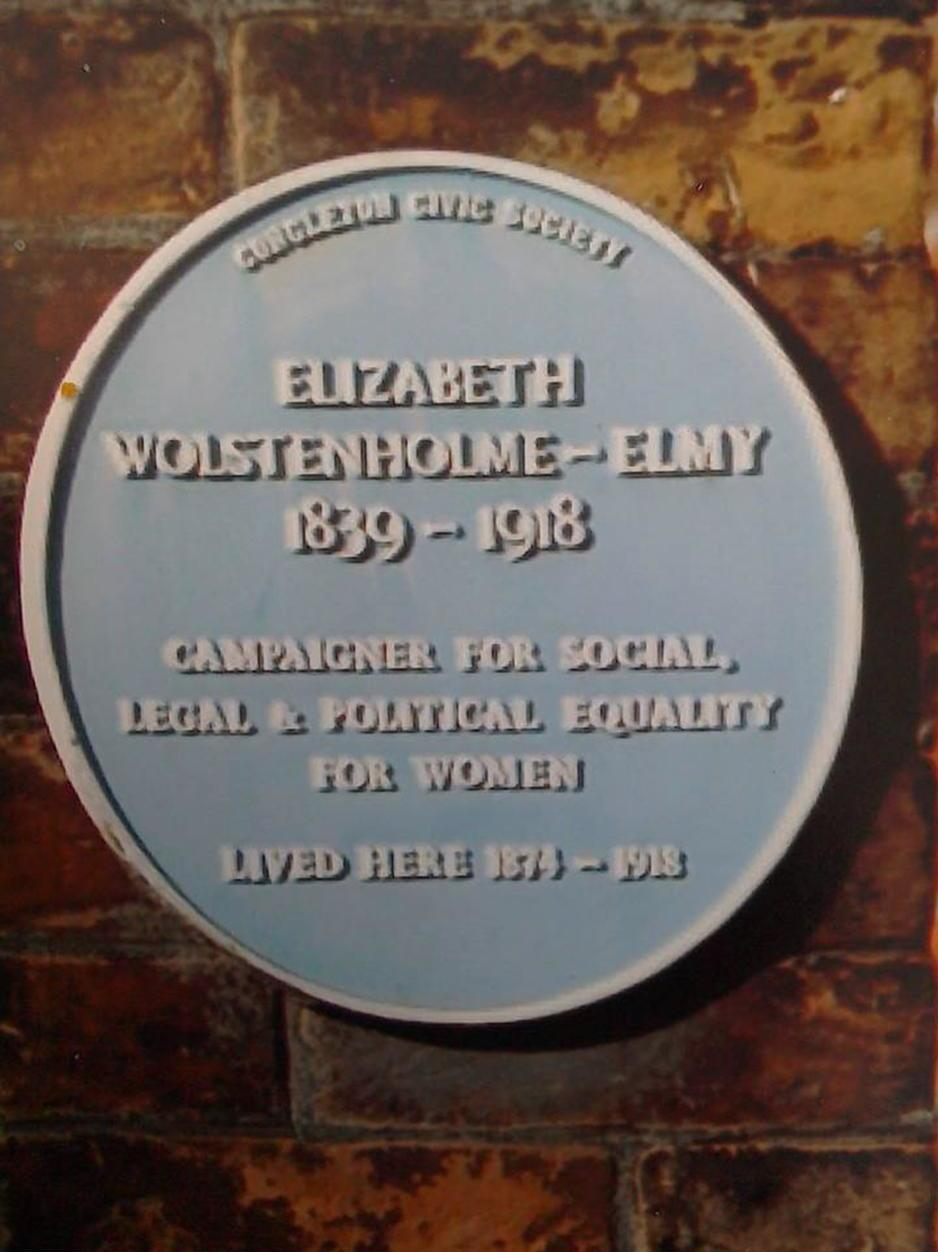
Placa azul para Elizabeth Clarke Wolstenholme Elmy en Buxton House.

La pareja se mudó a Buxton House, Buglawton, donde Wolstenholme-Elmy dio a luz a su hijo, Frank, en 1875. Frank Elmy fue educado en casa. En 1886, Benjamin J. Elmy fue elegido Maestro de la Logia Congleton de la Liga de Comercio Justo (que apoya la protección de la industria británica) y tanto Wolstenholme como Elmy fueron oradores populares en eventos organizados contra las leyes de libre comercio . Elmy and Co. dejó de operar en 1888 y Elmy se retiró debido a problemas de salud en 1891. En 1897, fundó la primera Liga de Electores Masculinos para el Sufragio Femenino (ver también la Liga de Hombres para el Sufragio Femenino de 1907).

## Muerte
La pareja permaneció casada hasta la muerte de Elmy en 1906. Wolstenholme murió el 12 de marzo de 1918. Su funeral se llevó a cabo en el Crematorio de Manchester . 

## Obras

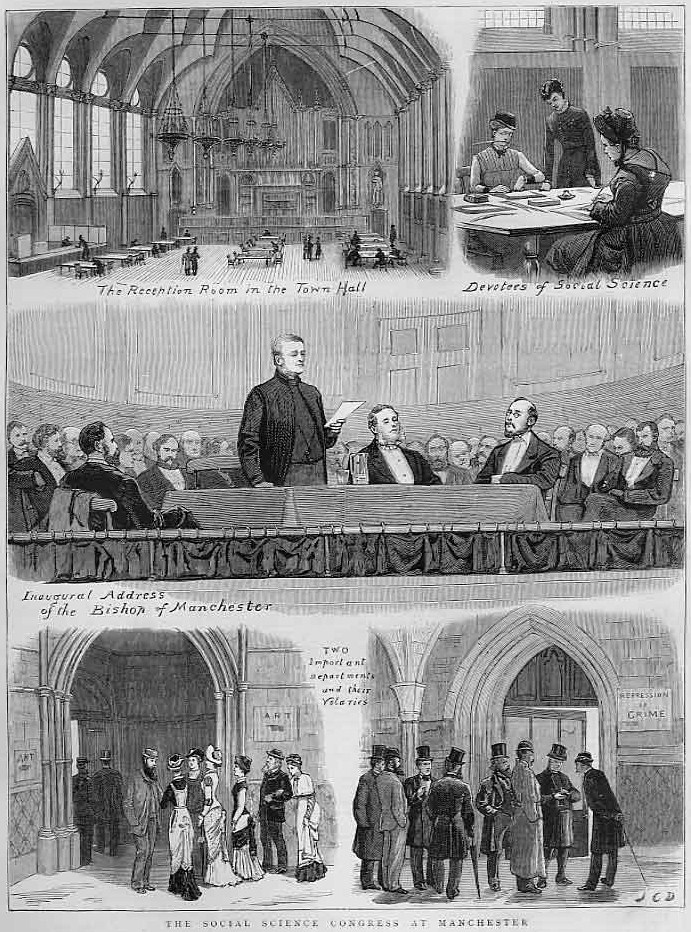
Congreso de Ciencias Sociales 1879. Las tres mujeres tienen el título de "Devotas de las ciencias sociales".

Wolstenholme escribió prolíficamente, incluidos documentos para la Asociación Nacional para la Promoción de las Ciencias Sociales y artículos para publicaciones feministas como Shafts y periódicos nacionales como Westminster Review . Organizaciones como la Unión de Emancipación de Mujeres también publicaron folletos sobre sus campañas. [19]
Entre sus textos están:
- The 'Report of the Married Women's Property Committee: Presented at the Final Meeting of their Friends and Subscribers' Manchester 1882.
- 'The Infants' Act 1886: The record of three years' effort for Legislative Reform, with its results published by the Women's Printing Society 1888.
- 'The Enfranchisement of Women' published by the Women's Emancipation Union 1892.

La Biblioteca Británica tiene sus documentos y los de la Ley de Tutela de Infantes y la Unión de Emancipación de Mujeres. [19]
Wolstenholme también escribió poesía. ' The Song of the Insurgent Women ' se publicó el 14 de noviembre de 1906  (como Ignota) y ' War Against War in South Africa ' el 29 de diciembre de 1899, poco después del inicio de la Segunda guerra bóer. [19]

## Reconocimiento póstumo

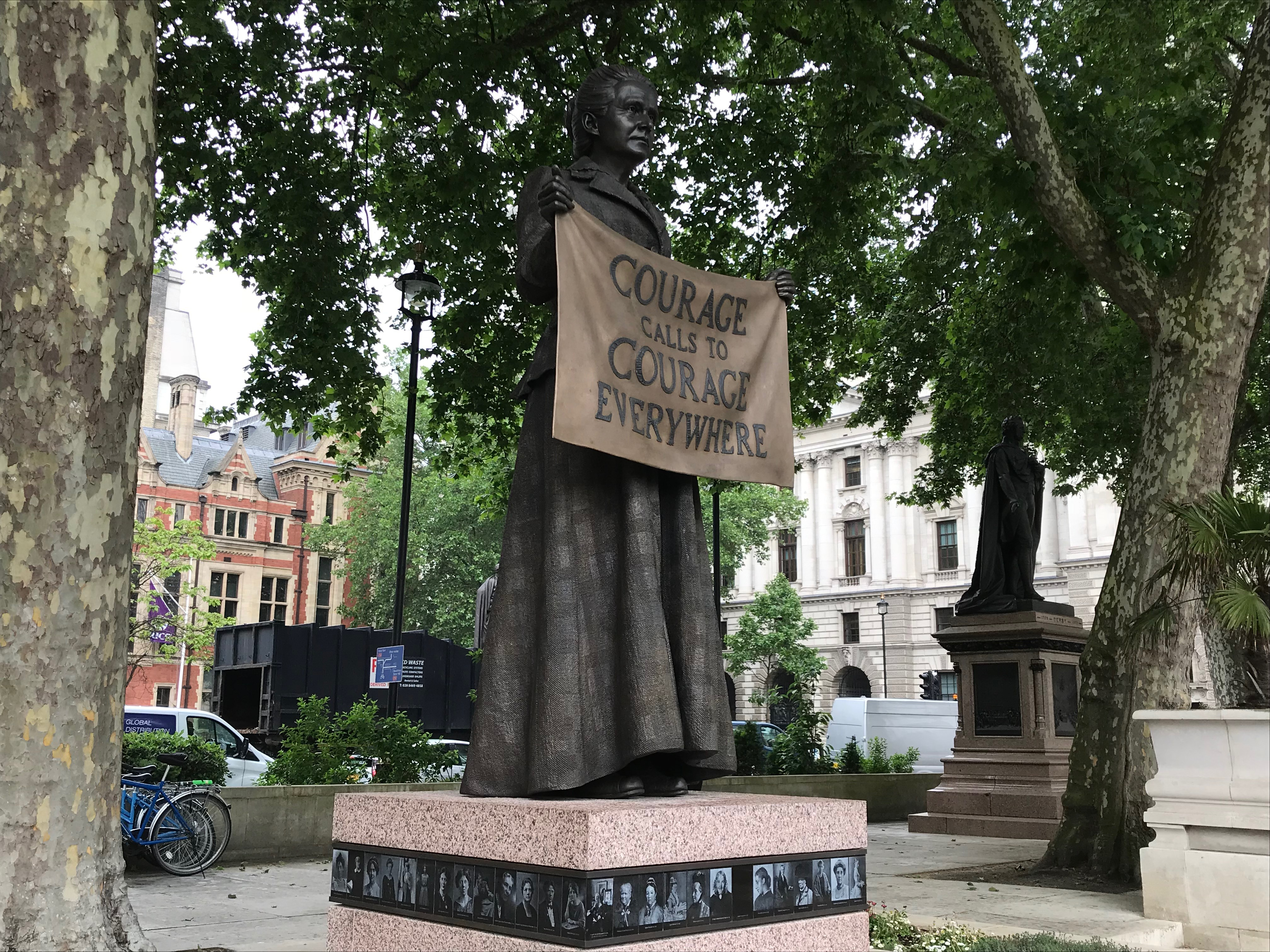
La imagen y el nombre de Wolstenholme aparecen en la estatua de Fawcett en Parliament Square.

La Sociedad Cívica de Congleton instaló una placa azul en su casa, Buxton House. Dice Elizabeth Wolstenholme-Elmy 1839–1918 La activista por la igualdad social, legal y política de las mujeres vivió aquí entre 1874 y 1918 (citando "1839" como el año de nacimiento de Wolstenholme-Elmy, pero otras fuentes citan 1833).
Su nombre e imagen, y los de otros 58 partidarios del sufragio femenino, están grabados en el pedestal de la estatua de Millicent Fawcett en Parliament Square, Londres, que se inauguró en 2018.

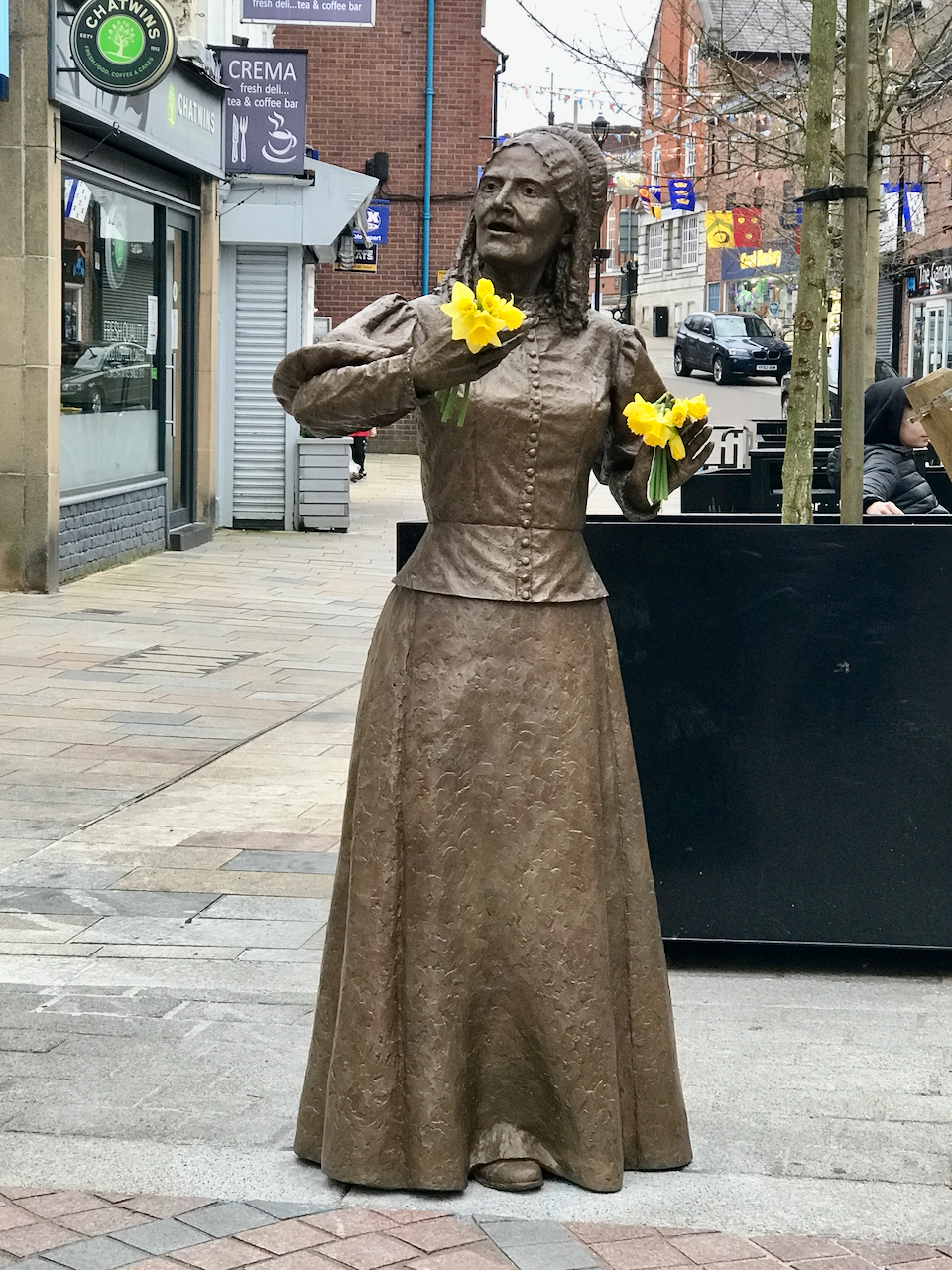
Estatua de bronce de "Nuestra Elizabeth" en Congleton.

En abril de 2021, un nuevo enlace de Congleton se llamó Wolstenholme Elmy Way en honor a Elizabeth y su esposo, Benjamin.
Se creó una organización benéfica en Congleton en 2019 para elevar su perfil. Elizabeth's Group recaudó fondos para crear una estatua en memoria de Wolstenhome. Fue diseñado por la escultora Hazel Reeves y presentado por la baronesa Hale de Richmond el Día Internacional de la Mujer, el 8 de marzo de 2022.